# Лысьвенский район
Лы́сьвенский район — бывшая административно-территориальная единица в Уральской (в 1924—1931 гг.) и Пермской (Молотовской) областях (в 1941—1948 и 1965—2001 гг.) в составе РСФСР в СССР и в современной России. Административный центр — город Лысьва (в район не входил, за исключением периода 1924—1931 гг.).
С 2004 до 2011 гг. в границах современного Лысьвенского городского округа существовал Лысьвенский муниципальный район, включавший город Лысьва с прилегающими населёнными пунктами.

## Население
| 1926   | 1970    | 1979    | 1989    |
| ------ | ------- | ------- | ------- |
| 33 233 | ↘21 500 | ↘16 015 | ↗17 079 |

Численность населения района по данным переписи населения 1926 года составляла 17 079 человек, в том числе русские — 96 %, татары — 2,8 %. Городское население — 27273 человека или 82,1 %.

## История
Лысьвенский район был образован решением Президиума Уральского областного исполнительного комитета Советов рабочих, крестьянских и красноармейских депутатов 27 февраля 1924 года в составе Пермского округа Уральской области РСФСР. В район вошли ряд волостей Пермского уезда Пермской губернии.
5 апреля 1926 года рабочий посёлок Лысьва получил статус города районного подчинения.
10 июня 1931 года постановлением Президиума ВЦИК «Об изменениях в составе городов, рабочих поселков и районов Уральской области», Лысьвенский район был ликвидирован, а Лысьва стала городом областного значения, его горсовет непосредственно был подчинён облисполкому Уральской области.
25 января 1935 года постановлением Президиума ВЦИК «О новой сети районов Свердловской области и Коми-Пермяцкого округа», Лысьвенский район в составе новообразованной Свердловской области был образован вновь, но 31 декабря 1935 года постановлением Президиума ВЦИК «О внесении уточнений и дополнений в постановления президиума ВЦИК о новой сети районов АССР, краев и областей» он был вновь упразднён, а Лысьвенскому горсовету вновь напрямую переподчинены те же населённые пункты. 
13 января 1941 года Указом Президиума Верховного Совета РСФСР «Об образовании, новых районов в составе Молотовской области», Лысьвенский район вновь был создан в составе Молотовской  (Пермской) области.
22 мая 1948 года Указом Президиума Верховного Совета РСФСР «О ликвидации Лысьвенского района Молотовской области», Лысьвенский район Молотовской области был опять ликвидирован, а его территория снова передана в административное подчинение Лысьвенского городского Совета.
12 января 1965 года Указом Президиума Верховного Совета РСФСР «Об изменениях в административно-территориальном делении Пермской области» Лысьвенский район Пермской области был восстановлен, при этом Лысьвенский районный Совет депутатов трудящихся и его исполнительный комитет не образованы, поэтому сельские и поселковые Советы депутатов трудящихся района подчинялись Лысьвенскому городскому Совету депутатов трудящихся.
В 2001 году Лысьвенский район был упразднён: все его населённые пункты были вновь подчинены напрямую городу Лысьве. Законом «Об административно-территориальном устройстве Пермской области» № 416-67 от 28 декабря 1996 года в новых редакциях, Лысьве подтвердили статус города областного (с 2005 года краевого) значения.

## Административное деление
По состоянию на 1926 год Лысьвенский район имел площадь в 1300 км² и в него входил 141 населённый пункт, в том числе 1 город и 140 сельских населённых пунктов, которые объединялись в 1 городской совет и 6 сельсоветов:
| №        | Наименование                 | Административный центр | Количество населённых пунктов | Население по переписи 1926 года (чел.) |
| -------- | ---------------------------- | ---------------------- | ----------------------------- | -------------------------------------- |
| 1        | Лысьвенский городской совет  | г. Лысьва              | 1                             | 27273                                  |
| 2        | Большелысьвинский сельсовет  | д. Большая Лысьва      | 15                            | 921                                    |
| 3        | Лысьвенский сельсовет        | г. Лысьва              | 38                            | 1182                                   |
| 4        | Лязгинский сельсовет         | д. Лязгина             | 40                            | 1338                                   |
| 5        | Новорождественский сельсовет | с. Ново-Рождественское | 11                            | 1054                                   |
| 6        | Паинцевский сельсовет        | д. Паинцы              | 30                            | 1084                                   |
| 7        | Соинский сельсовет           | д. Соя                 | 6                             | 381                                    |
| 7.000001 | итого                        |                        | 141                           | 33 233                                 |

По состоянию на 1930 год к Лысьвенскому району, помимо райцентра, относились 6 сельсоветов.
По состоянию на начало 1947 года Лысьвенский район площадью 3800 км² включал 15 сельсоветов, при этом райцентр в его состав не входил как город областного значения.
По состоянию на 1 января 1981 года Лысьвенский район площадью 3491,6 км² включал 54 населённых пункта, в том числе 1 рабочий посёлок (Кын) и 53 сельских населённых пункта. Они объединялись в 1 поссовет и 8 сельсоветов: 
| №        | Наименование                 | Административный центр | Количество населённых пунктов | Население на 1981 год (чел.) |
| -------- | ---------------------------- | ---------------------- | ----------------------------- | ---------------------------- |
| 1        | Кынский поселковый совет     | р.п. Кын               | 4                             | 2902                         |
| 2        | Заимский сельсовет           | д. Заимка              | 5                             | 1183                         |
| 3        | Кормовищенский сельсовет     | п. Кормовище           | 8                             | 4435                         |
| 4        | Круголожский сельсовет       | д. Маховляне           | 6                             | 389                          |
| 5        | Кумышанский сельсовет        | п.ст. Кумыш            | 2                             | 912                          |
| 6        | Кыновский сельсовет          | с. Кын                 | 1                             | 1198                         |
| 7        | Липовский сельсовет          | д. Липовая 1           | 11                            | 1315                         |
| 8        | Новорождественский сельсовет | с. Новорождественское  | 12                            | 2050                         |
| 9        | Рассоленковский сельсовет    | п. Рассоленки          | 5                             | 1018                         |
| 9.000001 | итого                        |                        | 54                            | 15800                        |